# Гросдёбшюц

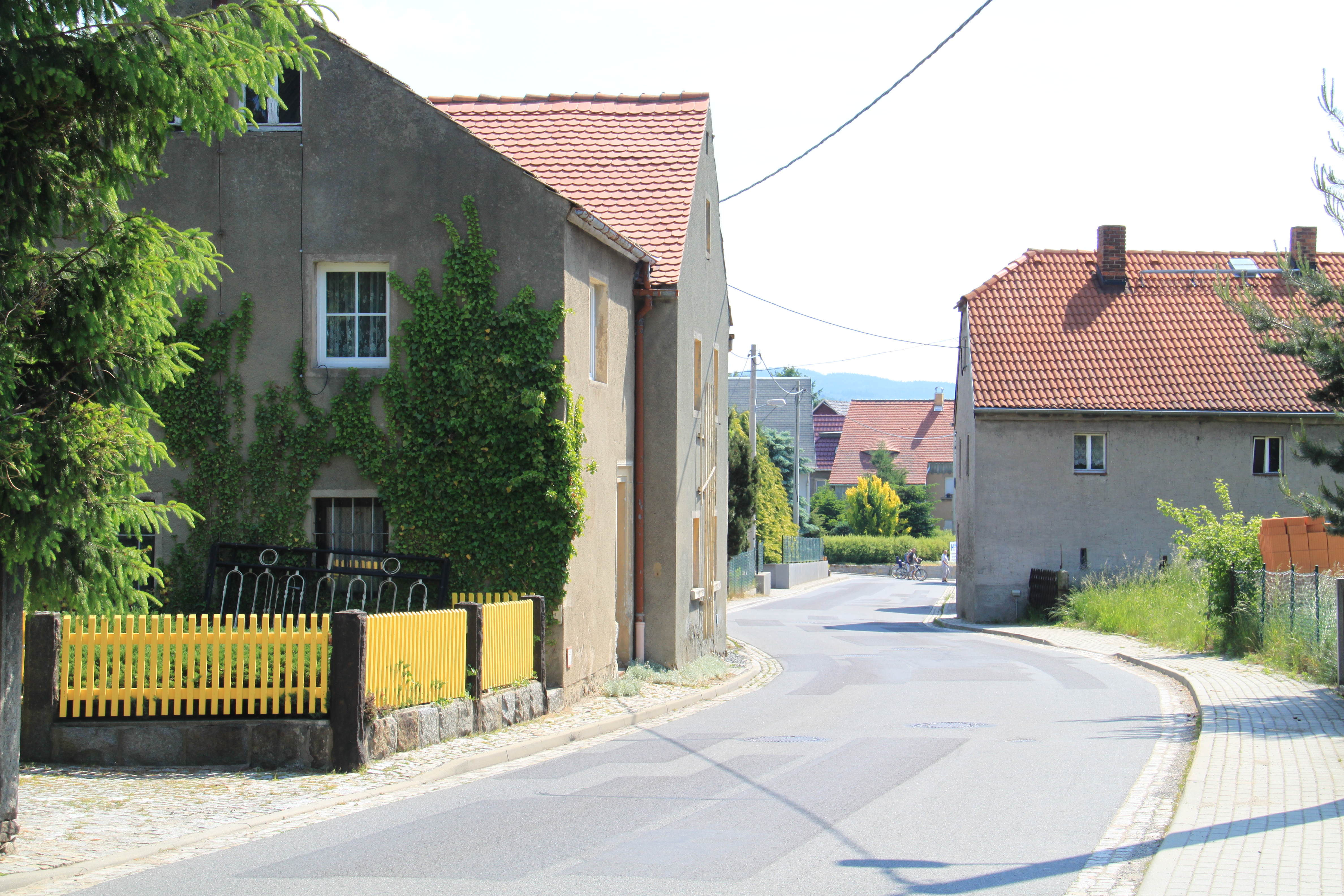

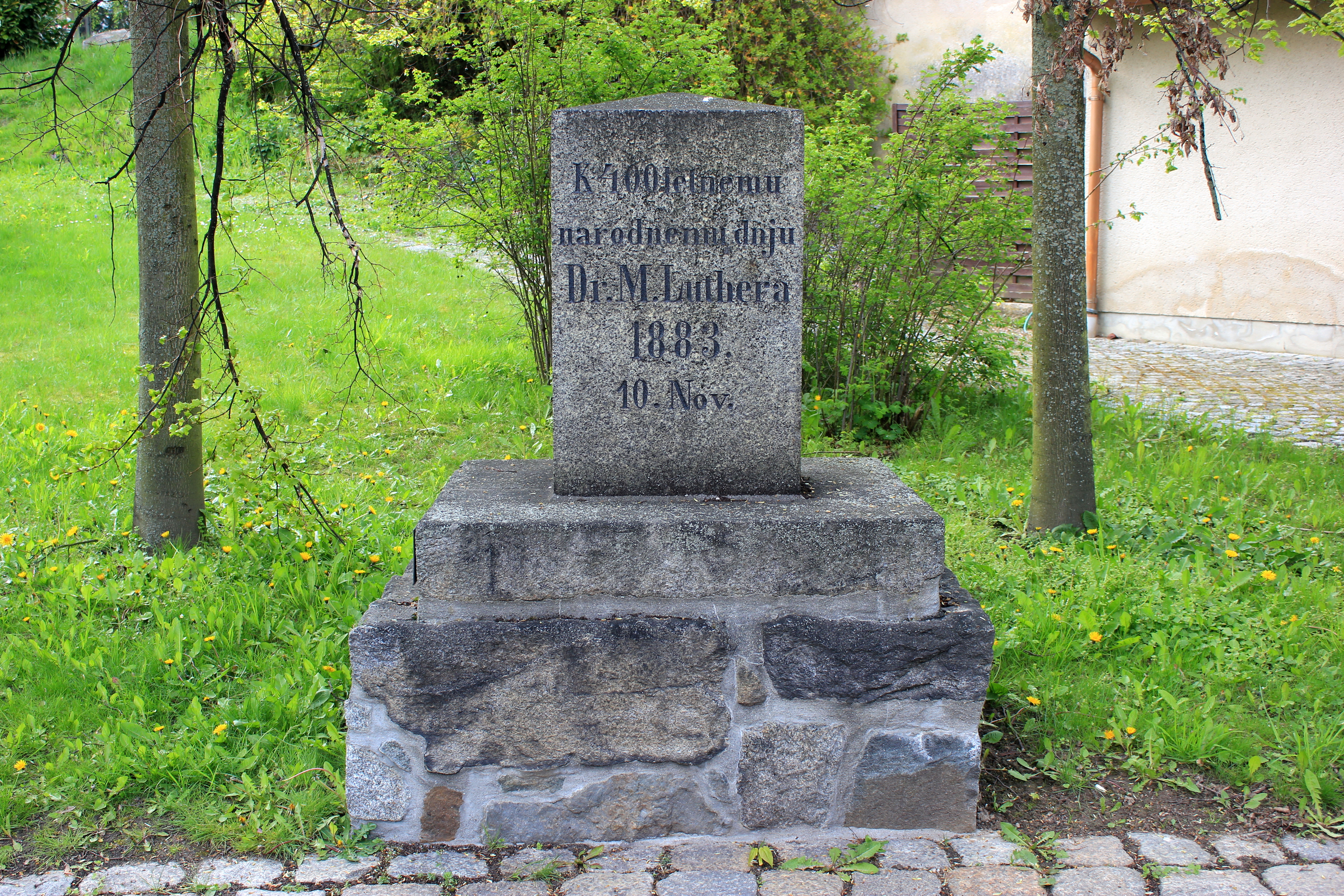
Памятник Мартину Лютеру

Гросдёбшюц или Де́бсецы (нем. Großdöbschütz; в.-луж. Debsecyо файле) — деревня в Верхней Лужице, Германия. Входит в состав коммуны Обергуриг района Баутцен в земле Саксония. Подчиняется административному округу Дрезден.

## География
Находится на восток от административного центра коммуны деревни Обергуриг на правом берегу реки Шпрее.
Соседние населённые пункты: на востоке — город Будестецы, на юго-западе — деревня Мале-Дебсецы и на западе — административный центр коммуны деревня Обергуриг.

## История
Впервые упоминается в 1437 году под наименованием Dabeschicz.
С 1936 по 1950 год входила в коммуну Мёнхсвальде. С 1950 года входит в современную коммуну Обергуриг.
В настоящее время деревня входит в состав культурно-территориальной автономии «Лужицкая поселенческая область», на территории которой действуют законодательные акты земель Саксонии и Бранденбурга, содействующие сохранению лужицких языков и культуры лужичан.
Исторические немецкие наименования.
- Dabeschicz, 1437
- Dobeschitz, 1448
- Dabschitz, 1466
- Dabischitcz, 1496
- Dobischitz, XV век
- Dobschitz, 1534
- Döbschiz, 1732
- Groß-Döbschütz, 1768

## Население
Официальным языком в населённом пункте, помимо немецкого, является также верхнелужицкий язык.
Согласно статистическому сочинению «Dodawki k statisticy a etnografiji łužickich Serbow» Арношта Муки в 1884 году в деревне проживало 650 человек (из них — 535 серболужичан (82 %)).
| 1834 | 1871 | 1890 | 1910 | 1925 | 1939 | 1946 |
| ---- | ---- | ---- | ---- | ---- | ---- | ---- |
| 170  | 224  | 305  | 888  | 899  | 869  | 921  |